# Nanded (distrikt)

Distriktets läge i Maharashtra.

Nanded är ett distrikt i delstaten Maharashtra i västra Indien. Befolkningen uppgick till 2 876 259 invånare vid folkräkningen 2001, på en yta av 10 528 kvadratkilometer. Den administrativa huvudorten är Nanded. 

## Administrativ indelning
Distriktets är indelat i sexton tehsil (en kommunliknande enhet):
- Ardhapur
- Bhokar
- Biloli
- Deglur
- Dharmabad
- Hadgaon
- Himayatnagar
- Kandhar
- Kinwat
- Loha
- Mahoor
- Mudkhed
- Mukhed
- Naigaon
- Nanded
- Umri

## Städer
Distriktets städer är Nanded, distriktets huvudort, samt:
- Biloli, Deglur, Dharmabad, Hadgaon, Kandhar, Kinwat, Kundalwadi, Loha, Mudkhed, Mukhed, Peth Umri samt Wajegaon